# Chèvrefeuille d'Étrurie
Lonicera etrusca
Espèce
Classification phylogénétique
Le Chèvrefeuille d'Étrurie (Lonicera etrusca), également appelé Chèvrefeuille étrusque ou Chèvrefeuille de Toscane, est une espèce de plantes ligneuses de la famille des Caprifoliacées.

## Description
Lonicera etrusca est une plante volubile, vivace, hermaphrodite mesurant de 1 à 4 m.
Ses fleurs, de 3 à 4 cm de long, sont de couleur blanchâtre ou jaunâtre, teintées de rose pourpre et sont parfumées. La floraison a lieu entre mai et septembre.
Ses fruits sont toxiques.